# Dihydrure d'actinium
Le dihydrure d'actinium est un composé chimique de formule AcH2. C'est le seul composé connu de l'actinium à l'état d'oxydation +2.